# Nacional FC (AM)
Der Nacional Futebol Clube, in seiner Heimat auch Nacional-AM genannt, ist ein brasilianischer Fußballverein aus Manaus im Bundesstaat Amazonas.

## Geschichte
Nacional ist einer der ältesten Vereine des Amazonasgebietes und mit 43 Meisterschaften der Rekordtitelträger seines Staates. In den 1970ern und 1980ern war er mehrfach in der Série A der nationalen Meisterschaft Brasiliens vertreten, letztmals in der Saison 1985, nach der in die unteren Ligen abgestiegen ist. In den vergangenen Jahren konnte er sich dank seiner gewonnenen Staatsmeisterschaften regelmäßig für die Série D qualifizieren, sich in dieser allerdings nie dauerhaft halten.
Die frühere Heimspielstätte des Nacional FC war das Estádio Vivaldo Lima, welches nach einem seiner ersten Clubpräsidenten benannt war, der im Jahr 1930 einer der Gründer und erster Präsident des Nacional Fast Clube wurde, dem Erzrivalen des Nacional FC. Seit 2014 ist die für die Fußball-Weltmeisterschaft am Standort des alten Stadions gebaute Arena da Amazônia die neue Heimat des Vereins.

## Erfolge
- Staatsmeisterschaft von Amazonas: 1916, 1917, 1918, 1920, 1922, 1923, 1933, 1936, 1937, 1939, 1941, 1942, 1945, 1946, 1950, 1957, 1963, 1964, 1968, 1969, 1972, 1974, 1976, 1977, 1978, 1979, 1980, 1981, 1983, 1984, 1985, 1986, 1991, 1995, 1996, 2000, 2002, 2003, 2007, 2012, 2014, 2015
- Staatspokal von Amazonas: 1967, 1968, 1969, 1970, 1974, 1975, 1977, 1978, 1980, 1981, 1983, 1984, 1985, 1986, 1991, 1994, 1996, 2000, 2001, 2009, 2012